# Lido di Venezia

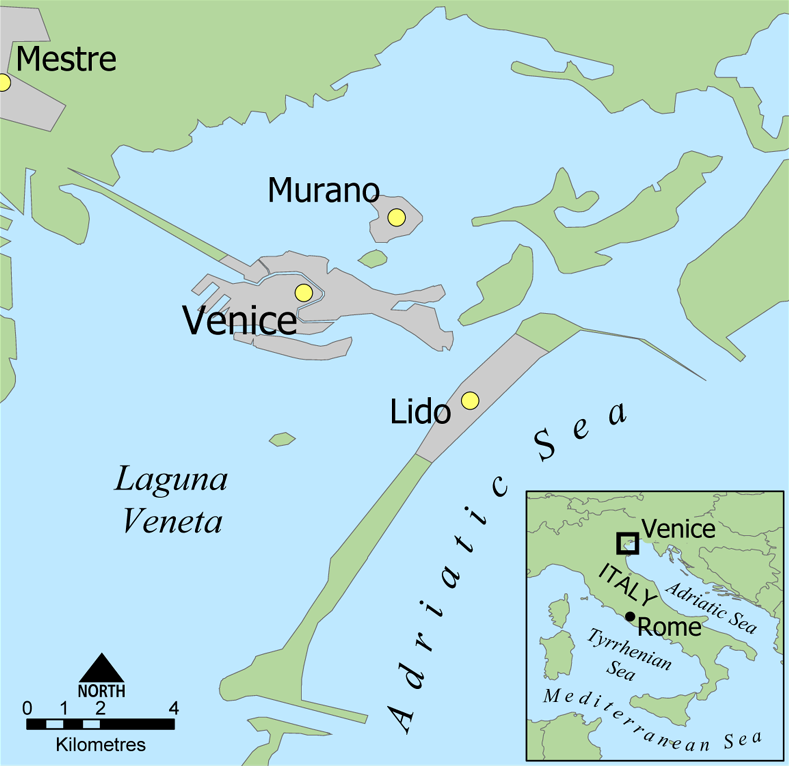
Insula Lido şi Laguna Veneţiană.

Lido — sau Lido di Venezia — este un cordon litoral lung de 11 km din Veneția (nordul Italiei); aici locuiesc aproximativ 20.000 de rezidenți. Festivalul Internațional de Film de la Veneția are loc la Lido în luna septembrie a fiecărui an.

## Geografie

Farul Faro Rocchetta şi staţia maritimă, Alberoni

Insula conține trei localități. Lido, în partea de nord, este locul unde are loc Festivalul Internațional de Film, unde se află Grand Hotel des Bains, Cazinoul din Veneția și Grand Hotel Excelsior. Malamocco, în centru, a fost prima și, pentru o lungă perioadă de timp, singura așezare. Aici a fost la un moment dat domiciliul dogilor din Veneția. Alberoni, la capătul sudic, conține un teren de golf. Autobuze publice frecvente străbat lungimea insulei de-a lungul străzii principale.
Cel puțin jumătate din partea adriatică a insulei este o plajă de nisip, o mare parte a ei aparținând diferitelor hoteluri care găzduiesc turiști vara. Printre acestea se află renumitul Excelsior și Des Bains, locul unde se petrece acțiunea romanului clasic Moarte la Veneția al lui Thomas Mann, acum în curs de renovare majoră. Aceste plaje sunt private, deși spre capetele de nord și de sud ale insulei sunt două plaje publice enorme. Marea Adriatică este destul de curată și de caldă, ideală pentru copii, doar cu meduze care perturbă ocazional înotul.
Centrul insulei este Gran Viale Santa Maria Elisabetta, o stradă largă de aproximativ 700 m lungime, care duce de la lagună și stația de vaporetto (autobuz nautic) pe de-o parte la mare pe de altă parte. Ea găzduiește hoteluri, magazine și restaurante turistice.
Venezia Lido, un aeroport public adecvat pentru avioane mai mici, se găsește la capătul nord-estic al Lido di Venezia. El are o pistă de iarbă lungă de 1000 m.

## Istoric
În 1177, împăratul Frederic Barbarossa și papa Alexandru al III-lea au semnat aici Tratatul de la Veneția în urma înfrângerii lui Frederic în Bătălia de la Legnano din 1176.
În 1202, la începutul Cruciadei a patra, a fost folosită ca tabără militară de zeci de mii de cruciați, care au fost blocați acolo de către venețieni pentru că nu au putut plăti pentru navele venețiene de care aveau nevoie pentru transport.
În 1857 a fost înființat primul ștrand marin. Acesta a fost primul de acest fel din Europa și, în curând, ștrandurile marine au fost denumite "Lido", un sinonim pentru plaja stațiunii. Succesul plajei de la Lido și fascinația Veneției aflate în apropiere au făcut stațiunea Lido faimoasă în întreaga lume.
Lido a fost, de asemenea, renumit pentru bordelurile sale în prima jumătate a secolului al XX-lea.
Facilitățile majore de plajă, hotelurile și vilele private de vară au rămas inima unei insule care este încă cunoscută sub numele de "Insula de Aur".
În anii 1960, dezvoltarea economiei italiene de după război a creat un boom imobiliar pe insulă și mulți venețieni s-au mutat la Lido pentru a beneficia de infrastructura sa modernă.

## Moștenire
Termenul Lido, provenind inițial de la această insulă, este folosit pentru a se referi la anumite tipuri de piscine în aer liber în special în Marea Britanie, iar "puntea Lido" la puntea care duce la o piscină în aer liber de pe un vas de croazieră. De asemenea, el este folosit pentru mai multe locații de coastă din întreaga Italie. Scriitorul de călătorii britanic Robin Robin Saikia a scris o istorie literară, The Venice Lido, prezentând povestea insulei de la începuturile sale timpurii și până în prezent, publicată de Blue Guides.